# Малі народні училища
Малі народні училища — навчальні заклади в Російській імперії для непривілейованих станів з 2-річним терміном навчання, що діяли в 1786–1803 роках.

## Короткий опис
Створювалися за Статутом 1786 року. У губернських містах малі народні училища становили першу сходинку головних народних училищ, тоді як в повітових містах існували самостійно. В програму училищ входило навчання читання, письма, катехізису, священної історії, елементарному курсу граматики та арифметики, малюванню. В основі навчання лежало розроблене Ф. І. Янковичем де Мірієво «Керівництво вчителям першого та другого класу народних училищ», що спиралося на педагогічну концепцію Я. А. Коменського. У 1803–1804 роках були перетворені згідно з «Попередніми правилами народної освіти» в «повітові училища». Навчання в малих народних училищах було безкоштовне. Утримувалися ці училища за рахунок місцевих коштів.